# Luisa Piccarreta
Luisa Piccarreta, née le 23 avril 1865 et morte le 4 mars 1947, est une mystique italienne auteure de nombreux écrits centrés sur l'union avec ce qu'elle appelle « la Divine Volonté ». Trois de ses écrits ont été mis à l'Index en 1938 par le Saint-Office. Un procès en béatification a été ouvert en 1994, qui a été arrêté en raison des problèmes doctrinaux soulevés par ses écrits.

## Biographie
Luisa Piccarreta est née le 23 avril 1865 à Corato dans la province de Bari en Italie. Elle y séjournera toute sa vie. Elle est la quatrième des cinq filles de Vito Nicola et Rosa Tarantino Piccarreta.
Elle fait sa première communion et reçoit en même temps la confirmation à l'âge de neuf ans. À onze ans, elle devient membre de l'association des Enfants de Marie Immaculée,.
Vers l'âge de treize ans elle aurait eu une vision de Jésus portant sa croix et lui disant « Âme, aide-moi ». Depuis lors, elle a le désir de souffrir avec Jésus pour le salut des âmes,. À l'âge de seize ans, elle fait vœu de s'offrir en sacrifice d'expiation. Elle aurait alors vécu des souffrances physiques, dont la plus marquante serait la rigidité cadavérique. Luisa est considérée, y compris par des prêtres, comme une jeune fille exaltée et névrosée qui cherche à attirer l'attention.
À l'âge de 18 ans, elle devient membre du Tiers-Ordre dominicain,. Elle exerce le métier de dentellière.
Le 21 octobre 1888, à l’âge de vingt-trois ans, elle aurait vécu un mariage spirituel ou mystique qui sera renouvelé le 7 septembre 1890. « La Sainte Trinité prit possession de mon cœur », ainsi résume-t-elle son expérience, par laquelle elle se sent appelée à « vivre dans la Divine Volonté » et à s’en faire la messagère.
L'archevêque de Trani, Giuseppe Bianche Dottula, lui attribue un confesseur particulier, Don Michele De Benedictis. Ce dernier fixe des limites à ses mortifications en lui imposant de manger au moins une fois par jour. Jusqu'à sa mort, elle aura pour confesseurs ceux qui lui sont attribués par les archevêques successifs de Trani.
À partir du 28 février 1899, à la demande de son deuxième directeur spirituel, Don Gennaro de Gennaro, elle commence à rédiger un journal de ses expériences mystiques dont elle poursuit la rédaction jusqu'au 28 décembre 1938. Elle produit ainsi trente-six cahiers manuscrits, totalisant environ 10 000 pages, dans lesquels sont consignées les locutions intérieures qu'elle dit recevoir du Christ.
En 1910, le père Hannibal Marie Di Francia la rencontre et devient son confesseur extraordinaire et son directeur spirituel pendant 17 ans. Il la considère comme appelée à être « l’instrument pour une mission sublime qui ne peut être comparée à nulle autre – c’est-à-dire le triomphe de la Divine Volonté sur toute la terre, conformément à ce qui est dit dans le Notre Père : que ta volonté soit faite sur la terre comme au ciel. » Elle rédige à sa demande des méditations sur la Passion du Christ qui sont publiées en 1914 sous le titre L'Orologio della Passione. Le livre est réédité à plusieurs reprises. 
Le premier volume de son journal, Nel Regno dellà Divina Volontà, ainsi qu'un autre recueil de ses méditations, La Regina del Cielo nel regno della Divina Volontà, sont publiés en 1930. 
Le 13 juillet 1938, ces trois publications sont mises à l'Index par le Saint-Office. Elle se soumet à ce jugement en cessant complètement d'écrire à compter du 28 décembre. Elle remet tous ses manuscrits aux autorités ecclésiastiques. 
Le 4 mars 1947, Luisa Piccarreta décède à Corato d'une pneumonie à l'âge de 81 ans. En 1993, sa dépouille est transférée au sanctuaire de la Madonna Greca à Corato.

## Popularité des écrits de Luisa Piccarreta
L'Associazione Luisa Piccarretta-Piccoli Figli della Divina Volontà (Association Luisa Piccarreta - Petits Enfants de la Divine Volonté) est créée en 1981 pour diffuser les écrits de la mystique. Elle a son siège à Corato dans la maison où est morte Luisa Piccarreta. Elle est canoniquement reconnue le 4 mars 1987 comme association privée de fidèles par Giuseppe Carata (it), archevêque de Trani-Barletta-Bisceglie où a vécu la mystique. Son successeur, Carmelo Cassati (it), a accédé le 28 juillet 1994 à la demande de l’association d’engager la cause de béatification de Luisa Piccarreta. 
L’ouverture de sa cause en béatification donne lieu dans les années 1990 à un regain d'intérêt pour ses écrits, qui sont réédités, malgré leur mise à l'Index. Le journal, qu’elle a tenu de 1899 à 1938, est publié sous le titre Libro di cielo (Le Livre du Ciel) et traduit dans différents pays. En France, Le Livre du Ciel commence à être publié en 2016 aux éditions Résiac. Le 36e et dernier tome paraît en 2023. Deux autres traductions du livre sont disponibles sur Internet, mises en ligne respectivement en 2018, l'autre en 2021. 
Un article de La Vie de juillet 2023 rapporte que depuis quelques années la popularité de Luisa Piccarreta s'accroît grâce à Internet, et qu'autour des écrits de la mystique se développent de nombreux groupes de fidèles catholiques, accompagnés par des prêtres dont certains se réclament de l'héritage laissé par les pères Thomas et Marie-Dominique Philippe. 
L'historien Yves Chiron, dans sa lettre d'informations religieuse d'août 2023 qualifie de « piccarretamania » cet engouement observé en Italie, en France et dans d'autres pays. À l'image du « lobby » Valtorta, un lobby Luisa Piccarreta s'est constitué, lié au premier à travers l'Association Marie de Nazareth fondée en 2001 par Olivier Bonnassies, ancien polytechnicien, converti à l'âge de 20 ans, cofondateur de la version française du site web Aleteia et co-auteur avec Michel-Yves Bolloré, frère de Vincent Bolloré, du livre Dieu, la science, les preuves paru en octobre 2022. Yves Chiron estime que « l’admiration d’Olivier Bonnassies pour Luisa Piccarreta et pour Maria Valtorta est sans limites ; c’est-à-dire ne tient pas compte des  jugements que l’Église a portés sur elles. ».
Une lettre confidentielle est adressée en avril 2022 par le préfet du Dicastère pour la Cause des Saints, le cardinal Marcello Semeraro, à Benoît Bertrand, évêque de Mende, président de la Commission doctrinale de l'épiscopat français. Elle semble destinée, selon Yves Chiron, à l'information des évêques confrontés dans leur diocèse au cas de fidèles et de prêtres qui donnent foi aux écrits de Luisa Piccarreta. La lettre indique trois raisons qui ont amené le Dicastère, à l'issue d'un « examen détaillé et approfondi », à suspendre sa cause de béatification :
- « une raison théologique : car la conception de la Volonté Divine semble trop mécanique et ne laisse pas suffisamment de place à la liberté humaine, au libre-arbitre de l'homme. »
- « une raison christologique : car la doctrine de la réparation et de spiritualité victimale tient peu compte de l'amour miséricordieux et immérité du Seigneur ; elle relativise son offrande libre et gratuite pour notre salut. »
- « une raison anthropologique : en raison d'un trop grand pessimisme sur la nature humaine et d'une doctrine qui ne semble pas intégrer la Résurrection du Christ, l’espérance, la grâce sanctifiante. Cette doctrine peut donc être source de confusion pour les croyants. Cela ne préjuge pas de la conduite exemplaire et des vertus de la Servante de Dieu. »[1]

La lettre appelle « les pasteurs de l’Église [prêtres et évêques], en ayant à l'esprit les difficultés évoquées, [à] évaluer en conséquence la diffusion populaire de tels éléments pour éviter la confusion parmi les croyants. »
En janvier 2024, l'évêque de Mende rend publique cette mise en garde.
Le même mois, Peter Chung Soon-taick, évêque de Séoul, interdit à un groupe de fidèles constitué autour des écrits de Luisa Piccarreta de poursuivre ses activités. L'imprimatur accordé localement aux livres de la mystique est révoqué en raison d'« un certain nombre d'erreurs dogmatiques et spirituelles qui sont incompatibles, voire en contradiction, avec la Bible et les enseignements traditionnels de l'Église [catholique] ». Cette décision fait suite à une note détaillée de la commission doctrinale de l'épiscopat sud-coréen en 2023. En février 2024, Jean-Philippe Nault, évêque de Nice invite à la vigilance sur les écrits de Luisa Piccarreta, en raison de l'existence de différents groupes « s'inspirant de sa conception de la Divine Volonté » dans son diocèse.

## Procès en béatification
Par un rescrit du Saint-Siège qui accorde son nihil obstat le 25 mars 1994, une cause en béatification est ouverte par l'archidiocèse de Trani-Barletta-Bisceglie à la demande de l'Associazione Luisa Piccarretta. L'enquête diocésaine débute le 20 novembre 1994. Silvia Correale (en) est la postulatrice de la cause. Cette phase diocésaine est achevée le 29 octobre 2005 et le dossier est transmis à la Congrégation pour les causes des saints,. En 2007, un examen approfondi des écrits de Luisa Piccarreta est engagé pour « clarifier des difficultés d'ordre théologique ». Le 13 juin 2010, l’Associazione Luisa Piccarretta est reconnue canoniquement comme association publique de fidèles.
Le Dicastère pour la Cause des Saints a par deux fois, dont la dernière en novembre 2019, refusé d’accorder son nihil obstat à la poursuite de la cause en béatification en raison de problèmes doctrinaux soulevés par les théologiens et consulteurs attachés au dicastère,,,. En juin 2024, donnant suite aux explications fournies par le postulateur, Paolo Rizzi, le Dicastère pour la Doctrine de la foi aurait accordé son nihil obstat à la poursuite de la cause, sous la condition que la postulation établisse une édition critique et annotée des écrits de Luisa Piccarreta, afin d'éviter « certaines expressions qui conduisent facilement à des interprétations trompeuses et erronées du message chrétien », selon le communiqué du 10 août 2024 de Paolo Rizzi,,.  